# Amateur Entomologists’ Society

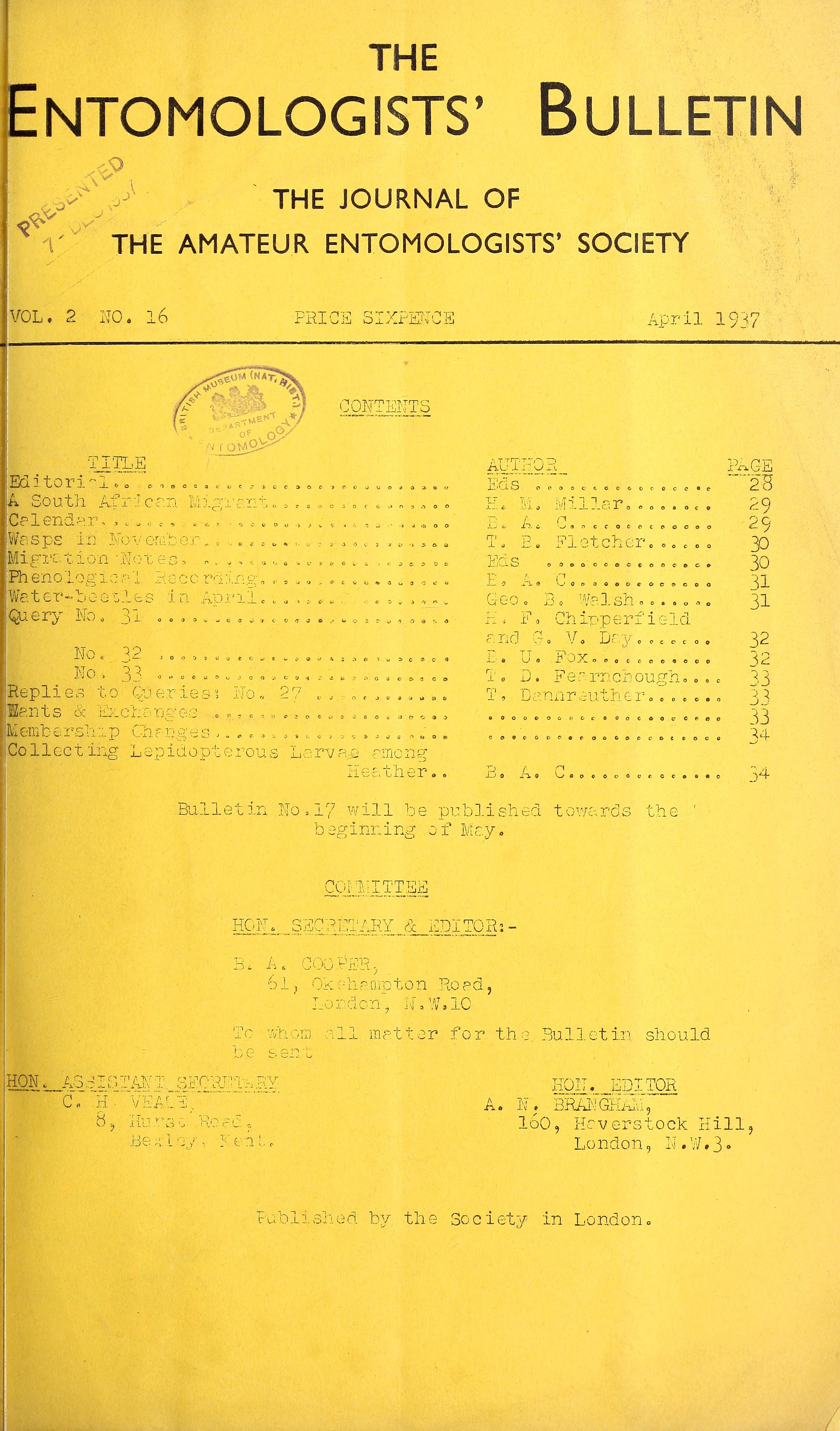
Das Entomologists’ Bulletin, Ausgabe 2, April 1937.

Die Amateur Entomologists’ Society (AES) ist eine britische gemeinnützige Organisation für an Insekten interessierte Menschen.

## Geschichte
Beheimatet im Vereinigten Königreich wurde die Amateur Entomologists’ Society 1935 als The Entomological Exchange and Correspondence Club gegründet, um als Forum zu dienen, durch welches junge professionelle Entomologen sowie Amateure nicht nur Informationen, sondern auch Ausrüstung und ähnliches austauschen können.
1937 wurde der Name in Amateur Entomologists Society geändert und besteht seither unverändert unter diesem weiter.
Das Journal der AES erschien zuerst 1939 als The Bulletin und im gleichen Jahr erschien die erste unregelmäßige Publikation namens Coleoptera Collecting.
Die Gesellschaft berät seit über 40 Jahren in Fragen des Schutzes wirbelloser Tiere und wurde zu Gesetzen wie dem britischen Wildlife and Countryside Act 1981 und dessen Überarbeitung konsultiert.
1989 wurde das Bulletin zu einer zweimonatlich statt vierteljährlich erscheinenden Zeitschrift, kehrte zwischenzeitlich jedoch wieder zur vierteljährlichen Erscheinungsweise zurück, und hat nun einen farbigen Abschnitt, der sich mit den Invertebrate Conservation News abwechselt.
Im Laufe des Jahres 1997 schloss sich die AES jedoch mit dem Bug Club zum AES Bug Club zusammen, der heute die Juniorsektion der Gesellschaft bildet. Der Bug Club hat eine separate zweimonatlich erscheinende Zeitschrift, das Bug Club Magazine.
Seit 2009 ist The Entomologist’s Record and Journal of Variation eine Publikation der Amateur Entomologists’ Society.

## Trivia
- Einer der früheren Vorsitzenden der Gesellschaft war der britische Entomologe Simon R Leather.